# روبيرت فان كوسفيلد
روبيرت فان كوسفيلد (بالهولندية: Robert van Koesveld)‏ (24 يناير 1995 بلاهاي في هولندا - ) هو لاعب كرة قدم هولندي في مركز الدفاع. شارك مع منتخب هولندا تحت 17 سنة لكرة القدم. أما مع النوادي، فقد لعب مع أياكس أمستردام ونادي هيرنفين وشباب أياكس.

## روابط خارجية
- روبيرت فان كوسفيلد على موقع قاعدة بيانات كرة القدم.إي يو (الإنجليزية)
- روبيرت فان كوسفيلد على موقع Soccerway.com (الإنجليزية)
- روبيرت فان كوسفيلد على موقع عالم كرة القدم.نت (الإنجليزية)